# Vino Nobile iz Montepulciana
Vino Nobile di Montepulciano je rdeče vino s statusom Denominazione di Origine Controllata e Garantita, pridelano v vinogradih okoli mesta Montepulciano v Italiji. Vino je narejeno predvsem iz sorte grozdja Sangiovese (lokalno znana kot Prugnolo gentile) (najmanj 70 %), mešanega s Canaiolo Nero (10 % –20 %) in majhnimi količinami drugih lokalnih sort, kot je Mammolo. Vino se stara 2 leti (vsaj 1 leto v hrastovih sodih); tri leta, če gre za riservo. Vina ne smemo zamenjati z Montepulciano d'Abruzzo, rdečim vinom iz grozdja Montepulciano v regiji Abruzzo v vzhodni in osrednji Italiji.

## Zgodovina
V dokumentu iz leta 789, ki ga je citiral Emanuele Repetti v Dizionario Geografico Fisico Storico della Toscana, duhovnik Arnipert ponuja cerkvi San Silvestro v Lancinianu (območje Amiata), kmetijska zemljišča in vinograd v Castello di Policiano; drugi dokument z dne 17. oktobra 1350, ki ga tudi omenja Repetti, določa pogoje za trgovino in izvoz vina, pridelanega na območju Montepulciano.
Leta 1685 Vino Nobile di Montepulciano omenja tudi pesnik Francesco Redi, ki je poleg tega, da je pohvalil Bakhovo delo v Toskani (Montepulciano je kralj vseh vin!), je napisal odo grofu Federicu Veteraniju, posvečeno izključno hvaljenju lastnosti tega vina.
Ime Vino Nobile di Montepulciano je izumil Adamo Fanetti. Do leta 1930 in pozneje se je vino uradno imenovalo Vino rosso scelto di Montepulciano, Adamo pa je svoje vino imenoval nobile (žlahtno). Leta 1925 je Adamo Fanetti proizvedel približno 30 ton Nobila, vse ga je ustekleničil in prodal za dve ITLire za steklenico. Bilo je zelo cenjeno. Njegov večji uspeh je bil viden na prvem sejmu vina v Sieni leta 1931, ki ga je organiziral Ente Mostra-Mercato Nazionale dei Vini Tipici e Pregiati, ko je gospod Tancredi Biondi-Santi, prijatelj in občudovalec Adama Fanettija, preroško rekel: »to vino bo imelo prihodnost. Fanetti mora veljati za prvega proizvajalca Vino Nobile di Montepulciano«. 'Cantine Fanetti' je v letih po prvi svetovni vojni in v letih 'gospodarskega čudeža' po drugi svetovni vojni promoviral Vino Nobile di Montepulciano po vsem svetu. Tudi druga podjetja, ki so do takrat proizvajala večinoma Chianti, so se zgledovala po Adamu in leta 1937 ustanovila Cantina Sociale (Vecchia Cantina di Montepulciano) z namenom ustvariti strukturo za trženje vina, ki ga proizvajajo celo majhni kmetje.
Vino, pridelano v Montepulcianu, je bilo še naprej cenjeno in sčasoma je dobil DOC Denominazione di Origine Controllata (poimenovanje nadzorovanega porekla) z DPR 12. julija 1966. DOCG Denominazione di Origine Controllata e Garantita (poimenovanje nadzorovanega in zajamčenega porekla) Vino Nobile di Montepulciano je DPR odobril 1. julija 1980, spremenil pa ga je DM 27. julija 1999.

## Vino narejeno v Montepulcianu
Industrija v vinorodnem mestu Montepulciano proizvaja številna različna vina:
- Novello (izdelano ne samo v tej regiji)
- Rosso di Montepulciano - Vino je pridelano predvsem iz sorte grozdja Sangiovese (lokalno znana kot Prugnolo gentile) (najmanj 70 %), mešanega s Canaiolo Nero (10 % –20 %) in majhnimi količinami drugih lokalnih sort, kot je Mammolo. Vino v hrastovih sodih zori 1 leto.
- Nobile di Montepulciano
- Nobile di Montepulciano Riserva
- Grappa - po italijanski zakonodaji isto podjetje ne more biti certificirana vinarna in certificirana destilarna, zato se Grappa proizvaja v kooperaciji, vendar jo klet običajno prodaja in na svoji etiketi nosi ime kleti.